# NGC 4017
NGC 4017 est une galaxie spirale intermédiaire située dans la constellation de la Chevelure de Bérénice. NGC 4017 a été découverte par l'astronome germano-britannique William Herschel en 1785.

## Caractéristiques
La classe de luminosité de NGC 4017 est II-III et elle présente une large raie HI.

### Distance
Sa vitesse par rapport au fond diffus cosmologique est de 3 748 ± 21 km/s, ce qui correspond à une distance de Hubble de 55,3 ± 3,9 Mpc (∼180 millions d'al).
À ce jour, quatre mesures non basées sur le décalage vers le rouge (redshift) donnent une distance de 73,850 ± 14,580 Mpc (∼241 millions d'al), ce qui est tout juste à l'extérieur des valeurs de la distance de Hubble. Notons cependant que c'est avec la valeur moyenne des mesures indépendantes, lorsqu'elles existent, que la base de données NASA/IPAC calcule le diamètre d'une galaxie et qu'en conséquence le diamètre de NGC 4017 pourrait être d'environ 29,3 kpc (∼95 600 al) si on utilisait la distance de Hubble pour le calculer.

### Classification
Difficile de voir une barre au centre de NGC 4017 sur l'image obtenue des données de l'étude SDSS. La classification de spirale intermédiaire de la base de données NASA/IPAC semble mieux convenir à cette galaxie.

## Supernova
Deux supernovas ont été découvertes dans NGC 4017 : SN 2006st et SN 2007an.

### SN 2006st
Cette supernova a été découverte le 30 mai 2006 par D. Winslow et W. Li dans le cadre du programme LOSS (Lick Observatory Supernova Search) de l'observatoire Lick. Cette supernova était de type II.

### SN 2007an
Cette supernova a été découverte le 10 mars 2007 par Marco Migliardi sur une image prise à l'observatoire Drusci dans la commune italienne de Cortina d'Ampezzo. Cette supernova était de type II. 

## Groupe de NGC 4017
Selon A.M. Garcia, la galaxie NGC 4017 fait partie d'un groupe de galaxies qui porte son nom. Le groupe de NGC 4017 compte quatre membres. Les autres membres du groupe sont NGC 4004, NGC 4008 et NGC 4016.
Abraham Mahtessian mentionne aussi un groupe dont fait partie NGC 4008, mais il n'y a que trois galaxies dans sa liste, NGC 4017 n'y figurant pas.
D'autre part, il est étonnant que la galaxie IC 2982 à l'ouest de NGC 4004 ne figure dans aucune des deux listes. La distance qui la sépare de la Voie lactée est de 53,86 ± 3,78 Mpc (∼176 millions d'al), pratiquement la même que celle de NGC 4004. Cette galaxie est même désignée comme NGC 4004B par la base de données NASA/IPAC On pourrait même affirmer que les deux galaxies forment une paire en interaction au vu de la déformation de NGC 4004. C'est sans doute pour cette raison que les deux galaxies sont inscrites au catalogue des galaxies en interaction Vorontsov-Velyaminov.

## Paire de galaxies en interaction

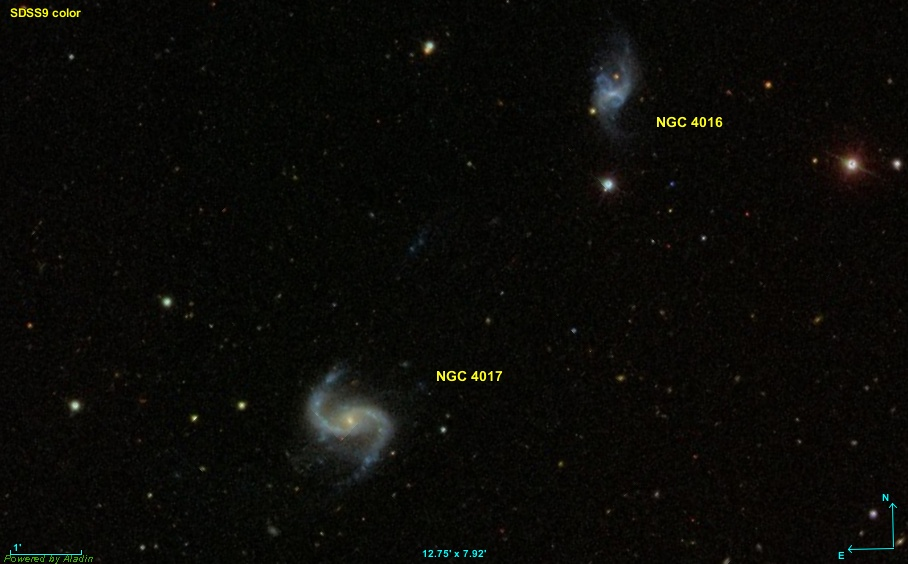
NGC 4016 et NGC 4017 forme une paire de galaxies en interaction gravitationnelle.

Les galaxies NGC 4016 et NGC 4017 sont presque à la même distance de la Voie lactée et sont voisines sur la sphère céleste. L'image obtenue des données de l'étude SDSS montre une certaine déformation dans la galaxie NGC 4016. Ces deux galaxies dont sûrement en interaction gravitationnelle et elles figurent d'ailleurs au catalogue des galaxies en interaction Vorontsov-Velyaminov. Elles figurent aussi dans l'atlas des galaxies particulières de Halton Arp sous la désignation Arp 305. Halton Arp note que l'un des bras de NGC 4016 présente un segment brisé.